# Łuczywno
Łuczywno – wieś w Polsce położona w województwie wielkopolskim, w powiecie kolskim, w gminie Osiek Mały.
Łuczywno znajduje się w odległości 27 km od Konina, 14 km od Koła i 13 km od Sompolna.
W latach 1954–1959 wieś należała i była siedzibą władz gromady Łuczywno, po jej zniesieniu w gromadzie Osiek Mały. W latach 1975–1998 miejscowość administracyjnie należała do województwa konińskiego.
Wieś położona jest 4 km na południe od drogi nr 266 łączącej Konin z Ciechocinkiem.
Łuczywno stanowi krańcową część Pojezierza Kujawskiego. Od strony południowej w odległości 15 km przepływa rzeka Warta.

## Historia
Pierwsza informacja o Łuczywnie pochodzi z 1827 r. Zawarta jest w słowniku geograficznym Królestwa Polskiego i innych krajów słowiańskich. Wieś należała wówczas do powiatu kolskiego, gminy Sompolno parafii Lubstówek. Znajdowała się w odległości 15 wiorst od miasta Koła. Liczyła 22 domy, 195 mieszkańców. W roku 1884 - 19 domów i 148 mieszkańców.
Historia ziem na których znajduje się Łuczywno była różna. Tereny dzisiejszego Łuczywna podlegały powiatowi radziejowskiemu, województwu kaliskiemu. Taki stan przetrwał do końca XVIII w.

## Rolnictwo
W gospodarce dominuje rolnictwo. Uprawia się głównie żyto, ziemniaki i małe ilości owsa. Hoduje się tu trzodę chlewną i niewielkie ilości bydła. Gleby na opisanym terenie należą do mało urodzajnych. Pod względem bonitacyjnym zaliczane są do IV, V i VI klasy. Oprócz pól uprawnych bardzo małe obszary zajmują lasy, które są własnością prywatną.

## Rzeźba terenu i budowa geologiczna
Według podziału fizycznogeograficznego Polski (Jerzy Kondracki), Łuczywno leży w centralnej części Polski, na terenie Kotliny Kolskiej. Tereny te pod względem strukturalnym leżą w obrębie Niecki Łódzkiej należącej do Antyklinorium Kujawsko-Pomorskiego. Obszar ten cechuje wspólne zaleganie trzeciorzędu i kredy jako efekt wypiętrzenia antyklinorium oraz defałdujących i postorganicznych ruchów, które trwały jeszcze w trzeciorzędzie.

## Sport
W miejscowości działa klub piłkarski SRW Łuczywno. Zespół seniorów tej drużyny od sezonu 2007/08 występuje na boiskach konińskiej B-klasy.
| Sezon   | Liga    | Poz. | M. | Pkt. | Mecze | Mecze | Mecze | Bramki | Bramki |
| Sezon   | Liga    | Poz. | M. | Pkt. | zw.   | rem.  | por.  | zdob.  | str.   |
| ------- | ------- | ---- | -- | ---- | ----- | ----- | ----- | ------ | ------ |
| 2007/08 | klasa B | 10.  | 26 | 25   | 7     | 4     | 15    | 38     | 81     |
| 2008/09 | klasa B | 10.  | 20 | 19   | 6     | 1     | 12    | 33     | 59     |
| 2009/10 | klasa B | 9.   | 16 | 9    | 2     | 3     | 11    | 21     | 51     |